# 马里奥·弗里克

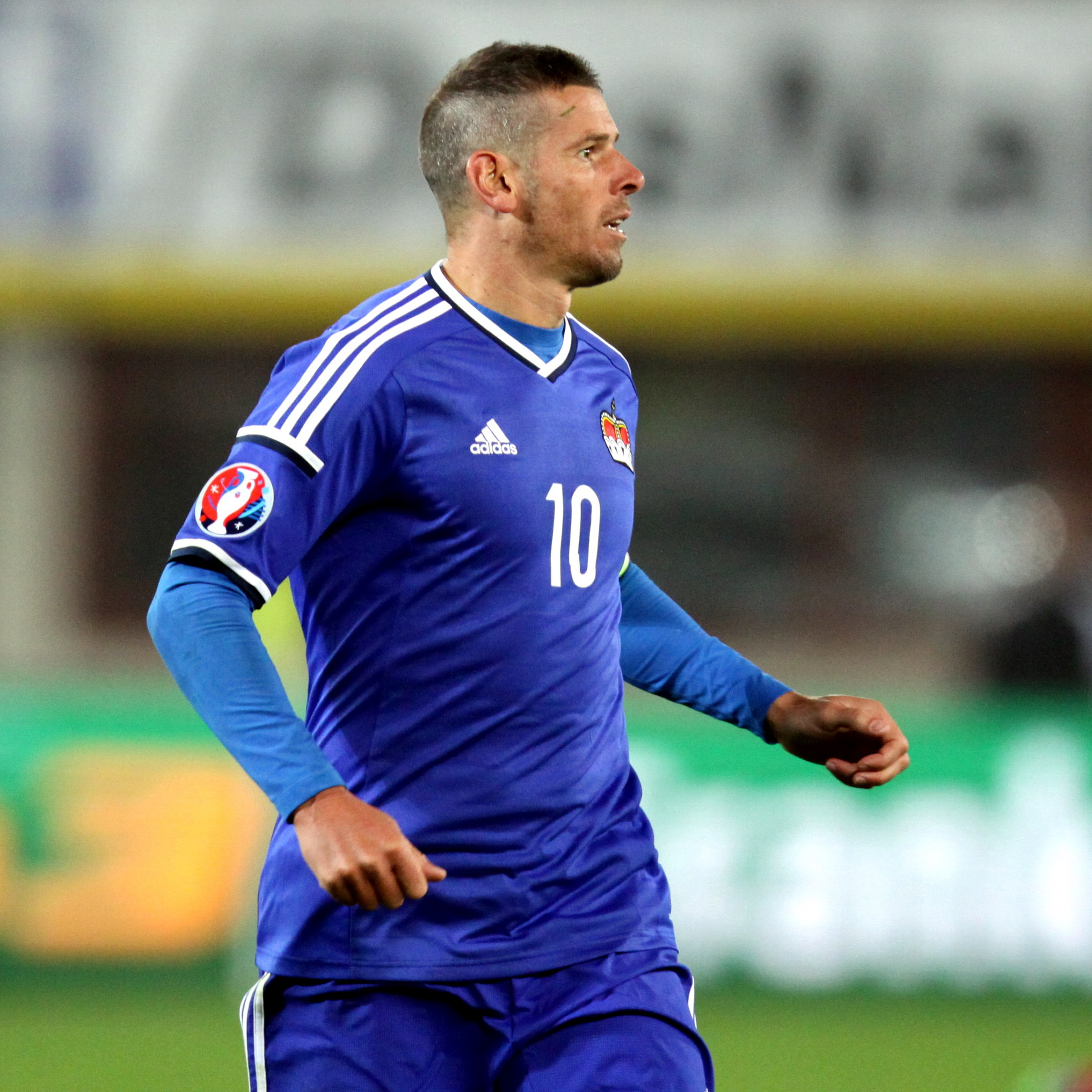
马里奥·弗里克

马里奥·弗里克（德語：Mario Frick，1974年9月7日—），列支敦士登足球运动员，现效力于瑞士足球超級聯賽聖加倫足球俱樂部，场上位置前鋒。弗里克在1993-2015年間共为列支敦士登国家足球队出场125次，打入过16球，是该队的历史最佳射手。
弗里克出生于瑞士库尔，1990年在巴尔策斯开始足球生涯，2000年转会意大利。2006年，弗里克成为意甲锡耶纳队的主力前锋，他还曾短暂成为意甲最佳射手。2009年轉會至聖加倫足球俱樂部。